# 大德镇
大德镇，是中华人民共和国重庆市开州区下辖的一个乡镇级行政单位。

## 行政区划
大德镇下辖以下地区：
福泉社区、大慈社区、福佳社区、宝珠村、天宫村、龙王村、江东村、磨梁村、九岭村、东坪村、桂花村、三树村、刘家坪村、仁和村、兴隆村和渡佳村。